# St. Pankratius (Bidingen)

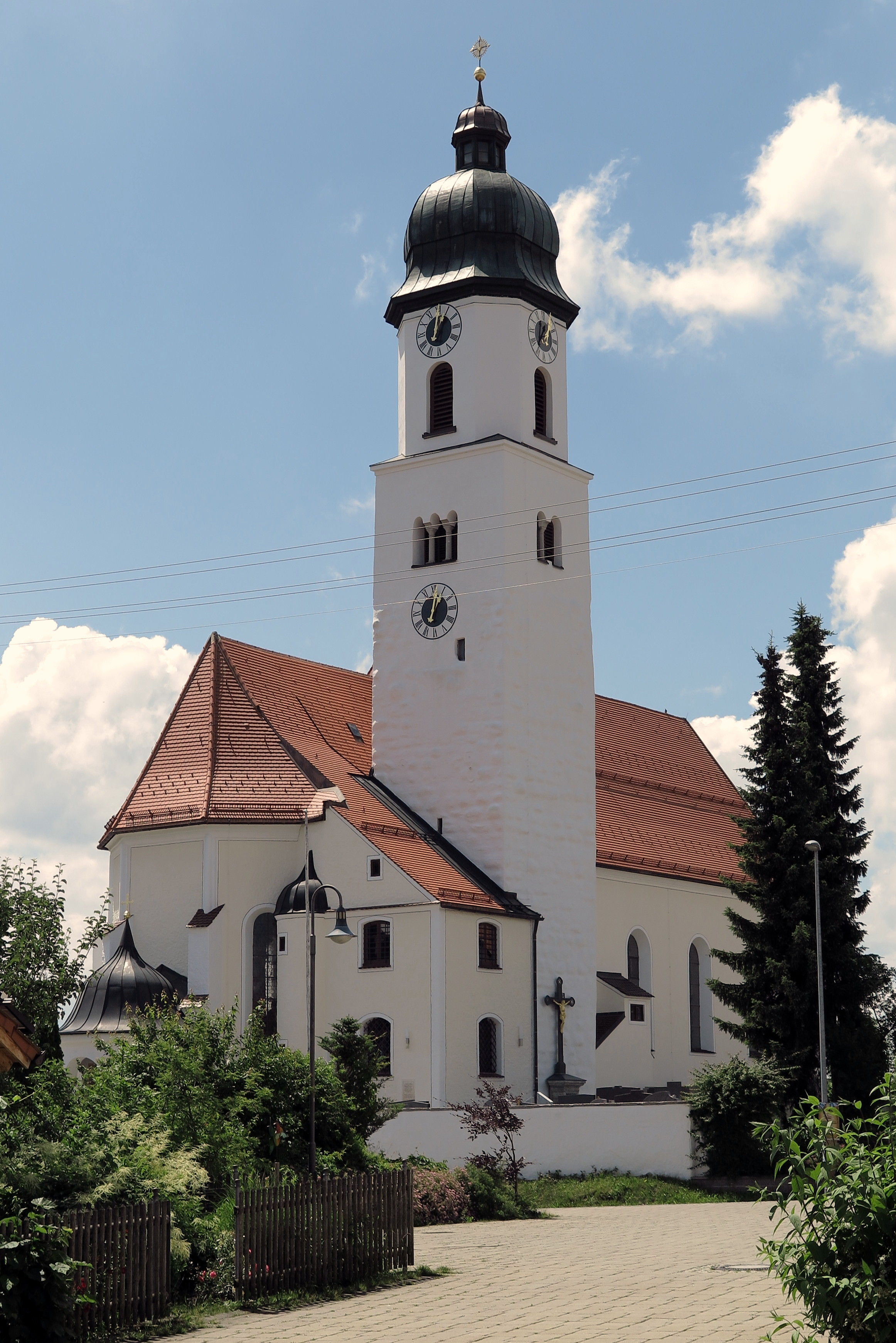
St. Pankratius in Bidingen

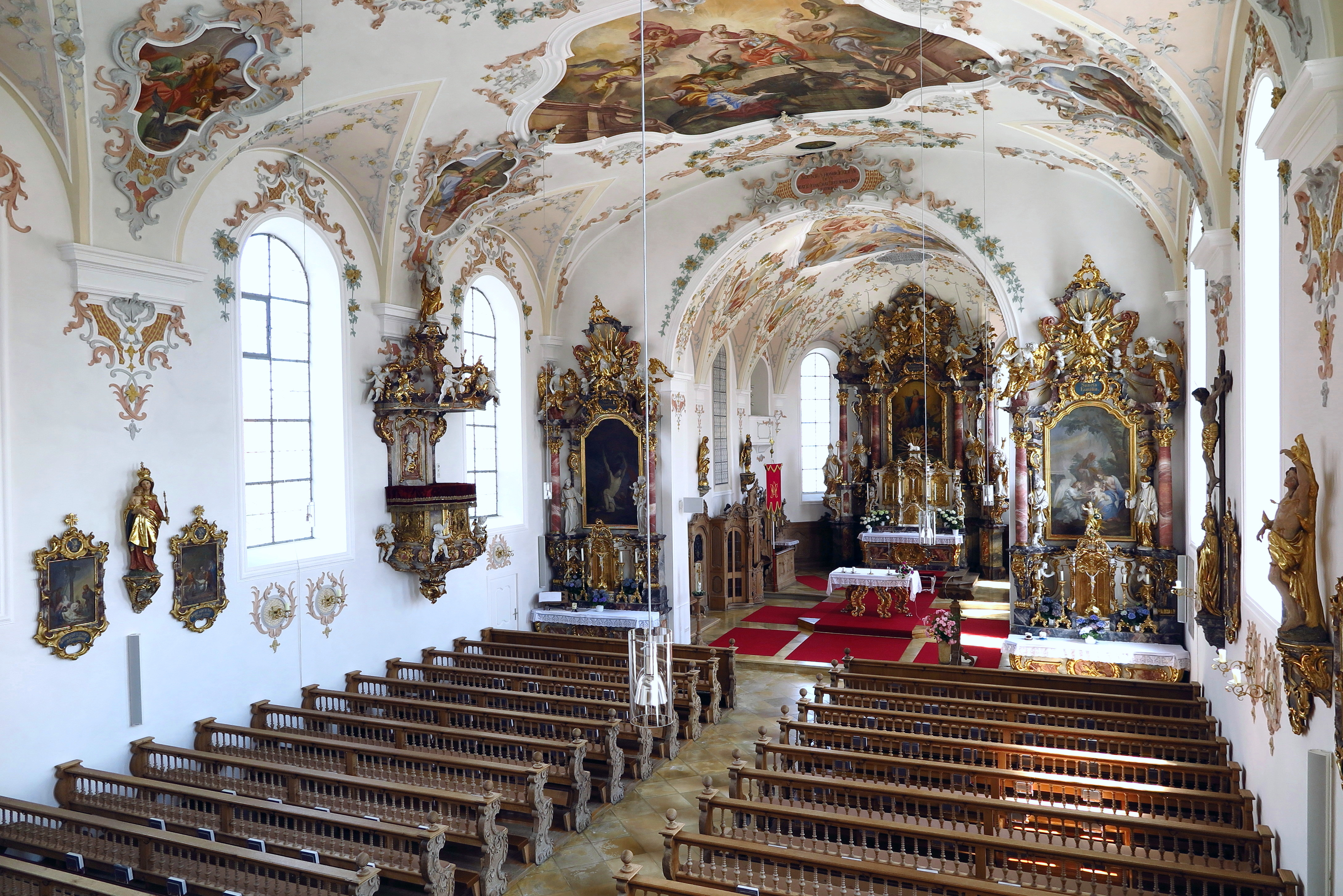
Innenansicht

Die römisch-katholische Pfarrkirche St. Pankratius steht in Bidingen, einer Gemeinde im schwäbischen Landkreis Ostallgäu in Bayern. Das Bauwerk ist in der Liste der Baudenkmäler in Bidingen als Baudenkmal unter der Nr. D-7-77-118-7 eingetragen. Die Kirchengemeinde gehört zum Dekanat Kaufbeuren des Bistums Augsburg.

## Beschreibung
Die 1426 errichtete Saalkirche ist im Kern gotisch. Sie besteht aus einem 1738 verlängerten und erhöhten Langhaus, einem eingezogenen, dreiseitig geschlossenen, von Strebepfeilern gestützten Chor im Osten, einem Chorflankenturm mit romanischen Untergeschossen an der Nordwand des Chors und der sich östlich anschließenden Sakristei. Der Chorflankenturm wurde im 18. Jahrhundert um ein Geschoss mit abgeschrägten Ecken aufgestockt, das eine von einer Laterne gekrönte Zwiebelhaube trägt. 
Der Innenraum des Langhauses ist mit einem Stichkappengewölbe überspannt. Die Deckenmalereien stammen von Johann Georg Wolcker. Die Fresken im Chor hat Karl Manninger geschaffen. An den Brüstungen der Emporen befinden sich Bilder von Jakob Huwyler II., der auch den Kreuzweg schuf.